# Basshunter

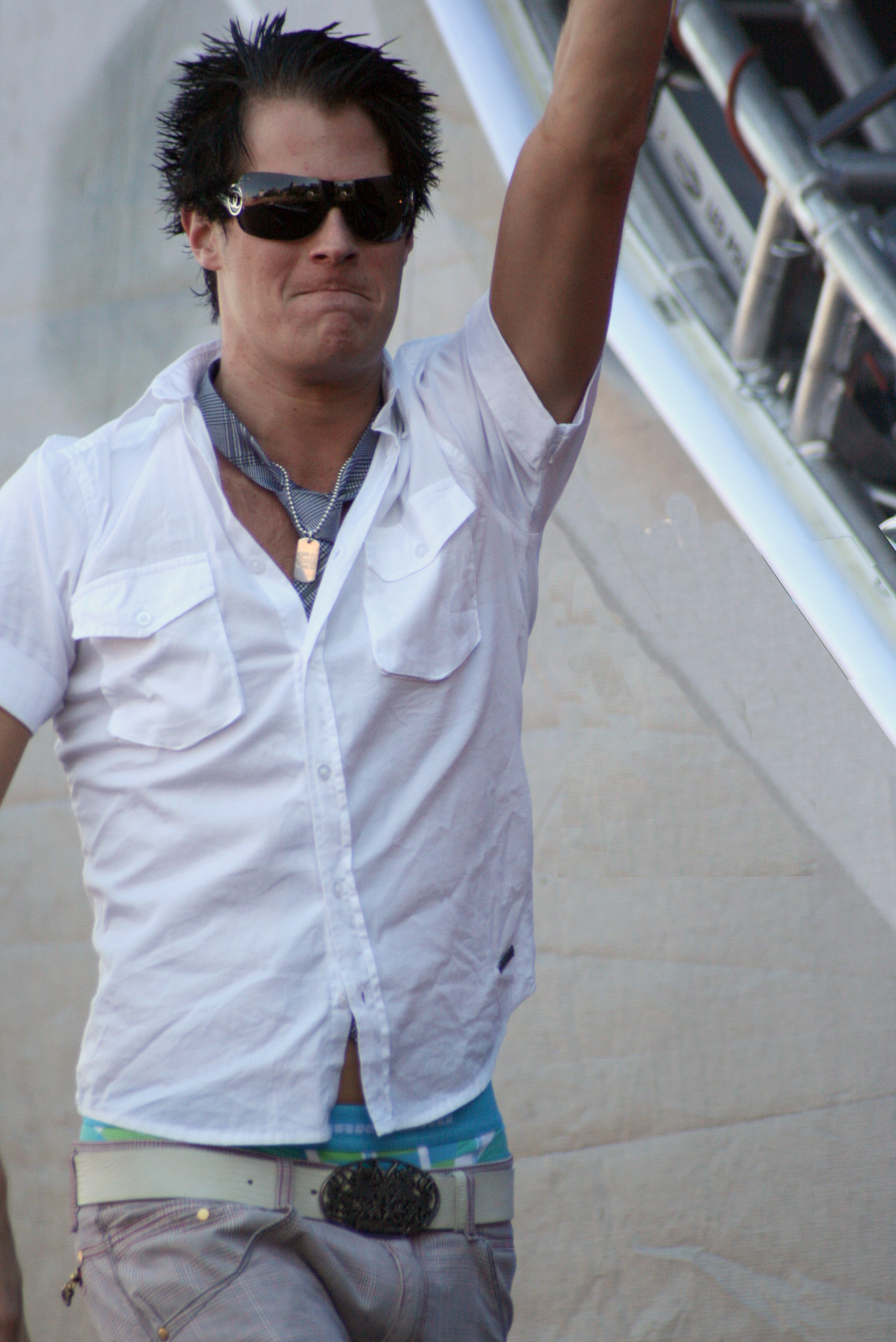
Basshunter (2007)

Jonas Erik Altberg, uměleckým jménem Basshunter (* 22. prosince 1984 Halmstad, Švédsko) je švédský zpěvák, hudební producent a DJ, působící od roku 1998. Jeho první úspěšná písnička se jmenovala „Boten Anna“. Jeho vydavateli jsou Warner Music Sweden a Hard2Beat.
Jako malý žil se svou matkou a bratrem v domě v Halmstad pět minut od pláží Tylösand.

## Diskografie

### Studiová alba
| The Bassmachine                                                               | - Vydáno: 25. srpna 2004 - Vydavatelství: Alex Music - Formát: CD, digitální stažení                          | —  | —  | —  | —  | —  | —  | —  | —  | — | —  |                                          |                                                  |
| LOL <(^^,)>                                                                   | - Vydáno: 28. srpna 2004 - Vydavatelství: Warner Music Sweden - Formát: CD, digitální stažení, streaming      | 5  | 12 | 3  | 82 | 4  | 51 | —  | 19 | — | —  | - FIN: 33 365 - FRA: 11,020              | - IFPI DEN: 2× Platina - IFPI FIN: Platina       |
| Now You're Gone – The Album                                                   | - Vydáno: 14. července 2008 - Vydavatelství: Hard2Beat - Formát: CD, CD+DVD, digitální stažení, streaming     | 38 | 17 | —  | 6  | 35 | 36 | 2  | —  | 1 | 1  | - UK: 376 017 - NZL: 22 000 - FRA: 9 900 | - BPI: Platina - IFPI DEN: Zlato - RMNZ: Platina |
| Bass Generation                                                               | - Vydáno: 25. září 2009 - Vydavatelství: Warner Music Sweden - Formát: CD, 2×CD, digitální stažení, streaming | —  | —  | 39 | 58 | —  | 41 | 16 | —  | 2 | 16 |                                          | - BPI: Stříbro                                   |
| Calling Time                                                                  | - Vydáno: 13. května 2013 - Vydavatelství: Gallo Record Company - Formát: CD, digitální stažení, streaming    | —  | —  | —  | *  | —  | —  | —  | —  | — | —  |                                          |                                                  |
| „—“ znamená, že se nahrávka v hitparádě neumístila nebo nebyla v zemi vydána. | |    |    |    |    |    |    |    |    |   |    |                                          |                                                  |

### Kompilační alba
| Název                      | Detaily o albu                                                                                     |
| -------------------------- | -------------------------------------------------------------------------------------------------- |
| The Old Shit               | - Vydáno: 2006 - Vydavatelství: Self-released - Formát: Digitální stažení                          |
| The Early Bedroom Sessions | - Vydáno: 3. prosince 2012 - Vydavatelství: Rush Hour - Formát: 2×CD, digitální stažení, streaming |

### Singly
| Rok  | Název                                                | Album                       |
| ---- | ---------------------------------------------------- | --------------------------- |
| 2004 | „The Big Show“                                       | The Bassmachine             |
| 2006 | „Welcome to Rainbow“                                 | -                           |
| 2006 | „Boten Anna“                                         | LOL <(^^,)>                 |
| 2006 | „Vi sitter i Ventrilo och spelar DotA“               | LOL <(^^,)>                 |
| 2006 | „Jingle Bells“                                       | LOL <(^^,)>                 |
| 2006 | „Vifta med händerna“                                 | LOL <(^^,)>                 |
| 2007 | „Now You're Gone“ (feat. DJ Mental Theo's Bazzheadz) | Now You're Gone – The Album |
| 2008 | „Please Don't Go“                                    | Now You're Gone – The Album |
| 2008 | „All I Ever Wanted“                                  | Now You're Gone – The Album |
| 2008 | „Angel in the Night“                                 | Now You're Gone – The Album |
| 2008 | „Russia Privjet (Hardlanger Remix)“                  | Now You're Gone – The Album |
| 2008 | „I Miss You“                                         | Now You're Gone – The Album |
| 2009 | „Walk on Water“                                      | Now You're Gone – The Album |
| 2009 | „Al final“                                           | -                           |
| 2009 | „Every Morning“                                      | Bass Generation             |
| 2009 | „I Promised Myself“                                  | Bass Generation             |
| 2010 | „Saturday“                                           | Calling Time                |
| 2011 | „Fest i hela huset“ (vs. Big Brother)                | Calling Time                |
| 2012 | „Northern Light“                                     | Calling Time                |
| 2012 | „Dream on the Dancefloor“                            | Calling Time                |
| 2013 | „Crash & Burn“                                       | Calling Time                |
| 2013 | „Calling Time“                                       | Calling Time                |
| 2013 | „Elinor“                                             | -                           |
| 2018 | „Masterpiece“                                        | -                           |
| 2019 | „Home“                                               | -                           |
| 2020 | „Angels Ain't Listening“                             | -                           |
| 2021 | „Life Speaks to Me“                                  | -                           |
| 2022 | „End the Lies“ (& Alien Cut)                         | -                           |
| 2023 | "Ingen kan slå (Boten Anna)" (Victor Leksell)        | -                           |

### Remixy
- Verka Serduchka – „Dancing Lasha Tumbai“ (2007)
- Alex C. feat. Y–ass – „Du hast den schönsten Arsch der Welt“ (2007)
- Loituma – „Ieva’s Polka (Ievan Polkka)“ (2007)
- Dr. Bombay – „Calcutta 2008“ (2007)
- Alina – „When You Leave (Numa Numa)“ (2008)
- Basshunter – „Crash & Burn“ (2013)
- Arash feat. T-Pain – „Sex Love Rock n Roll (SLR)“ (2014)